# دينك أوبراين
دينك أوبراين (بالإنجليزية: Dink O'Brien)‏ هو لاعب كرة قاعدة أمريكي، ولد في 13 سبتمبر 1894 في سان فرانسيسكو في الولايات المتحدة، وتوفي في 4 نوفمبر 1971 في مونتيري بارك في الولايات المتحدة.

## وصلات خارجية
- دينك أوبراين على موقعبيزبول رفرنس.كوم (الدوري الرئيسي) (الإنجليزية)